# شركة صورية
الشركة الصورية أو الشركة الوهمية (بالإنجليزية: Shell corporation)‏، هي شركة أو مؤسسة موجودة فقط على الورق، وليس لها مكتب، ولا موظفون، ولكن قد يكون لها حساب مصرفي، أو قد تحتفظ باستثمارات سلبية، أو أن تكون المالك المسجل للأصول، مثل الملكية الفكرية، أو السفن.
قد يتم تسجيل شركات صورية، في عنوان الشركة، التي تقدم خدمة إنشاء شركات وهمية، والتي قد تعمل كوكيل، لتلقي المراسلات القانونية (مثل محاسب، أو محام). قد تعمل الشركة كوسيلة لإجراء المعاملات التجارية، دون أن يكون لها أي أصول، أو عمليات تجارية مهمة.
تُستخدم الشركات الصورية بانتظام، من أجل التهرب الضريبي، واحتيال ضريبي، وغسيل الأموال، أو لتحقيق هدف محدد مثل إخفاء الهوية. فإخفاء الهوية تستخدم، لحماية الأصول الشخصية من الآخرين، مثل الزوج عند انهيار الزواج، أو من الدائنين، أو من السلطات الحكومية.
يمكن أن يكون للشركات الصورية أغراض تجارية مشروعة. قد يقومون على سبيل المثال، بدور الوصي على الثقة، وعدم الانخراط في أي نشاط آخر لحسابهم الخاص.
يمكن استخدام الشركات الصورية، لنقل الأصول من شركة إلى شركة جديدة، مع ترك الالتزامات في الشركة السابقة.

## تعريف هيئة الأوراق المالية والبورصات الأمريكية
حددت هيئة الأوراق المالية والبورصات الأمريكية، الشركة «الصورية» على النحو التالي:

شركة صورية: مصطلح شركة صورية يعني المسجل، بخلاف المصدر المدعوم بالأصول على النحو المحدد في البند 1101 (ب) من اللائحة AB (§ 229.1101 (ب) من هذا الفصل)، والتي تحتوي على:
1. لا أو عمليات اسمية؛ و
2. إما:

- (فقرة 1) لا أو الأصول الاسمية؛
- (فقرة 2) الأصول التي تتكون فقط من النقد والنقد المعادل؛ أو
- (فقرة 3) الأصول التي تتكون من أي مبلغ من النقد، والنقد المعادل، وأصول أخرى اسمية.

.

## أمثلة
يمكن استخدام الشركات الصورية، لنقل أصول شركة واحدة إلى شركة جديدة دون تحمل الشركة السابقة التزامات.
على سبيل المثال، عندما اشترت سيجا سامي القابضة، شركة إندكس المفلسة، في يونيو 2013، قاموا بتأسيس شركة وهمية في سبتمبر 2013، تسمى شركة سيجا دريم، تم تحويل الأصول القيمة للشركة القديمة إليها، بما في ذلك علامة آتلس التجارية، والملكية الفكرية لشركة إنديكس. هذا يعني أن التزامات الشركة القديمة قد تركت في الشركة القديمة، وكان لشركة سبجا دريم ملكية نظيفة لجميع أصول الشركة القديمة. ثم تم حل شركة الفهرس السابقة. تمت إعادة تسمية شركة سيجا دريم، لتصبح شركة إندكس في نوفمبر 2013.
عندما اشترت شركة (Hilco) شركة (HMV Canada)، استخدموا شركة صورية باسم (Huk 10 Ltd). من أجل تأمين الأموال وتقليل المسؤولية. تم رفع دعوى قضائية ضد (HMV) من قبل (Huk 10 Ltd)، مما أتاح لشركة (Hilco) باستعادة أصول (HMV Canada) والتصرف فيها.